# Empire: Total War
Empire: Total War este un joc de strategie pe tururi dezvoltat de The Creative Assembly și publicat de Sega. Al cincilea an de tranșă Total War series, jocul a fost lansat în America de Nord la data de 3 martie 2009, și în restul lumii următoarele zile. Jocul, care se axează pe perioada timpurie modernă a secolului al 18-lea, a fost anunțat la Jocurile din Convenția de la Leipzig, în august 2007.

## Recepție
Empire: Total War a fost aclamat în termen de industria de jocuri video, care deține zeci de revizuiri totale de 88 la sută și 90 la sută pe GameRankings și pe Metacritic.